# Кольо Ангелов
Кольо Ангелов е български революционер, войвода на Вътрешната македоно-одринска революционна организация.

## Биография
Ангелов е роден в град Дойран, тогава в Османската империя, днес в Северна Македония. По професия е юрганджия. Влиза във ВМОРО в 1894 година. При избухването на Илинденско-Преображенското въстание в 1903 година е войвода на чета. Загива с шестима свои четници в сражение на 2 август 1903 година в кукушкото село Крондирци, днес Калиндрия, Гърция.